# 日南看護専門学校
日南看護専門学校 (にちなんかんごせんもんがっこう)とは、宮崎県日南市に位置し、学校法人日南学園が運営する看護専門学校である。

## 沿革
- 平成14年　日南看護専門学校開校

## 所在地
- 〒887-0013 宮崎県日南市木山2丁目4番地16
- 最寄駅　JR九州日南線：油津駅

県立日南病院から徒歩5分と、臨床実習に適した立地である。

## 関連校
- 日南学園中学校・高等学校
- 日南学園高等学校宮崎穎学館